# King (rasa gołębia)

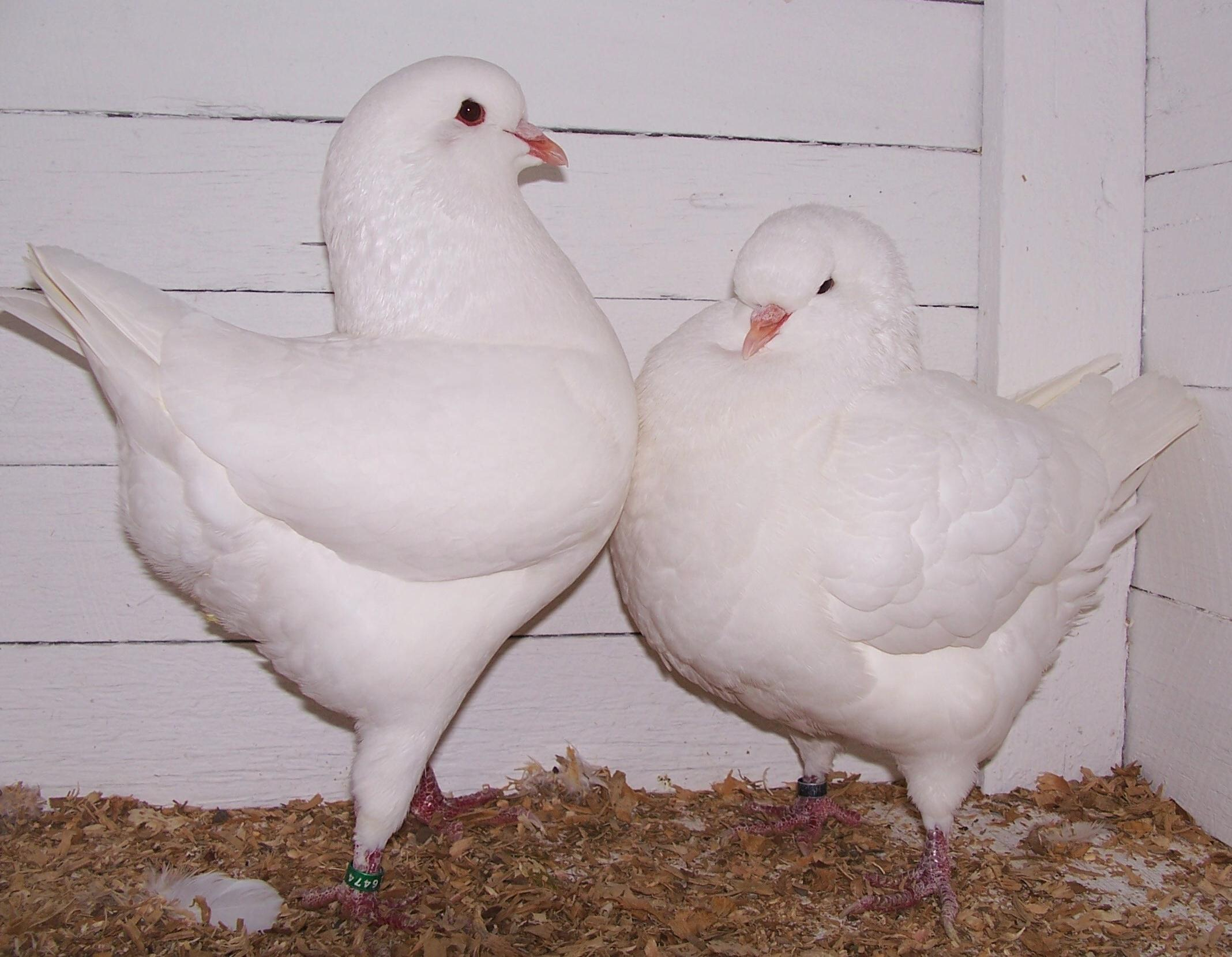
Para białych kingów

King – rasa gołębia z grupy kuraków, występuje w 39 odmianach barwnych. Został wyhodowany 1892 roku w Vineland w USA. Rasami wyjściowymi były duchess, kurak maltański, olbrzym rzymski oraz gołąb pocztowy. Pierwszy amerykański klub hodowców powstał w 1915 roku, do Niemiec został sprowadzony w 1956 roku i wtedy też powstał tam klub hodowców. Szeroko rozpowszechniony. Średnica obrączki powinna wynosić 10 mm.
Jest masywnym gołębiem, o "skurczonej" sylwetce i krótkich sterówkach. Lotki także bardzo krótkie, a skrzydła skurczone, głowa szeroka, szyja krótka, ale mocna, pierś wysunięta do przodu. Oczy ciemne, perłowe, a czasami pomarańczowe. Prawidłowa waga dla dorosłych kingów to 850–1050 g, a młodych 800–965 g.